# Djenné-Djenno
Djenné-Djenno er det oprindelige sted for Djenné, Mali og betragtes som værende blandt de ældst urbaniserede områder i Subsaharisk Afrika. Det har været genstand for arkæologiske udgravninger foretaget af Susan og Roderick McIntosh (og andre) og er blevet dateret til det tredje århundrede e.v.t.. Der er tegn på jernproduktion, brug af nytteplanter og -dyr samt kompleks heterarkisk byudvikling så tidligt som 900 e.v.t... 